# Manczaki (obwód brzeski)
Manczaki (biał. Манчакі, Manczaki; ros. Манчаки, Manczaki) – wieś na Białorusi, w obwodzie brzeskim, w rejonie kamienieckim, w sielsowiecie Bieławieżski, przy drodze republikańskiej R102.

## Historia
W dwudziestoleciu międzywojennym leżały w Polsce, w województwie poleskim, w powiecie brzeskim, do 18 kwietnia 1928 w gminie Wojska, następnie w gminie Ratajczyce. W 1921 miejscowość liczyła 159 mieszkańców, zamieszkałych w 43 budynkach, wyłącznie Białorusinów wyznania prawosławnego.
Po II wojnie światowej w granicach Związku Sowieckiego. Od 1991 w niepodległej Białorusi.